# Сумасшедшая езда
«Сумасше́дшая езда́» (англ. Drive Angry) — американский фильм режиссёра Патрика Люссье 2011 года. Дата выхода в прокат в США — 25 февраля 2011 года, в России — 3 марта 2011 года. Фильм снят в формате 3D.

## Сюжет
Преступник, застреленный на Земле, попавший в Ад, и сбежавший оттуда, Джон Милтон (Николас Кейдж), не смог защитить свою единственную дочь от Джоны Кинга, главы секты сатанистов. Теперь ему нужно защитить свою маленькую внучку от Кинга, который жаждет принести её в жертву через три дня. На помощь ему приходит официантка Пайпер (Эмбер Хёрд).

## В ролях
| Актёр              | Роль                 |
| ------------------ | -------------------- |
| Николас Кейдж      | Джон Милтон          |
| Эмбер Хёрд         | Пайпер               |
| Билли Берк         | Джона Кинг           |
| Кэти Миксон        | Норма Джин           |
| Уильям Фихтнер     | счетовод             |
| Шарлотта Росс      | Сэнди                |
| Дэвид Морс         | Уэбстер              |
| Криста Кэмпбелл    | Мона Элкинс          |
| Пруитт Тейлор Винс | Рой                  |
| Симона Уильямс     | Lady in Leopard Skin |

## Производство
Съёмки проходили в Шривпорте штата Луизиана. Использовалась технология «Paradise FX», аналогичная той, что была применена при создании фильма «Мой кровавый Валентин 3D».

## Критика
Фильм получил смешанные отзывы кинокритиков. На Rotten Tomatoes положительными являются 45 % рецензий, средний рейтинг составляет 5,3 балла из 10. На Metacritic фильм получил 44 балла из 100 на основе 21 обзора.
Марк Дженкинс из The Washington Post написал: «Даже в самом мрачном виде фильм немного скучен. И он становится менее убедительным по мере того, как проявляется предыстория». Роджер Эберт из Chicago Sun-Times дал фильму 2 балла из 4 и назвал его «упражнением в преднамеренной пошлости и грубых излишествах».